# Povet d'Homedes
El Povet d'Homedes és una obra de la Sénia (Montsià) inclosa a l'Inventari del Patrimoni Arquitectònic de Catalunya.

## Descripció
Pou restaurat de planta el·líptica interior, de pedra en sec. La part exterior és de planta quadrada al costat de la porta, i arrodonida a la part posterior. Les juntes de les pedres s'han unificat amb pasta. S'hi accedeix des de la Sénia, pel camí de la bassa d'Homedes fins a arribar al barranc de Carxol, i se segueix un camí paral·lel al barranc.